# THE IDOLM@STER LIVE THE@TER HARMONY
「THE IDOLM@STER LIVE THE@TER HARMONY」（アイドルマスター ライブシアターハーモニー）は、2014年7月30日からLantisよりリリースされているキャラクターソングCDシリーズ。「LTH」と略される。

## 概要
ソーシャルゲーム『アイドルマスター ミリオンライブ!』のキャラクターソングシリーズ。「LIVE THE@TER PERFORMANCE」（LTP）に続く第2弾となる。
ゲーム本編で2014年5月から導入されたプロデュースモード「プラチナスターライブ編」と連動しており、ゲーム内で結成されたユニットごとのアルバムとなっている。収録曲はユニット用新曲1曲、ユニットメンバー個別新曲各1曲、共通曲1曲の計7曲収録。
初収録の曲は太字で表記する。「ソロ担当」は『LIVE THE@TER SOLO COLLECTION』シリーズでのソロリミックス担当アイドル。

## 01
2014年7月30日発売。我那覇響・秋月律子・高槻やよい・双海亜美・水瀬伊織の5人によるユニット「レジェンドデイズ」のアルバム。
収録曲
1. 合言葉はスタートアップ!
歌：レジェンドデイズ
作詞：mft、作曲・編曲：酒井拓也（Arte Refact）
ソロ担当：我那覇響（LTSC02）、秋月律子（LTSC05）、双海亜美（LTSC10）
2. 地球ミラーボウル
歌：水瀬伊織（釘宮理恵）
作詞・作曲・編曲：KOH
3. ストロベリー・キューピッド
歌：高槻やよい（仁後真耶子）
作詞：河田貴央＆juun.coo、作曲・編曲：河田貴央
4. Liar's good bye
歌：秋月律子（若林直美）
作詞：真崎エリカ、作曲：原田篤（Arte Refact）、編曲：桑原聖（Arte Refact）
5. タイムマシンに飛び乗って!
歌：双海亜美（下田麻美）
作詞：松井洋平、作曲・編曲：矢鴇つかさ
6. smiley days
歌：我那覇響（沼倉愛美）
作詞・作曲・編曲：KOH
7. Welcome!!
歌：レジェンドデイズ
作詞：佐々木恵梨、作曲・編曲：BNSI（佐藤貴文）

## 02
2014年7月30日発売。春日未来・伊吹翼・七尾百合子・真壁瑞希・望月杏奈の5人によるユニット「乙女ストーム！」のアルバム。
収録曲
1. Growing Storm!
歌：乙女ストーム！
作詞：mft、作曲・編曲：高田暁
ソロ担当：春日未来（LTSC01）、望月杏奈（LTSC02）、七尾百合子（LTSC03.Vi）、伊吹翼（LTSC04.Sun）、真壁瑞希（LTC06.Fa）
2. ...In The Name Of。 ...LOVE?
歌：真壁瑞希（阿部里果）
作詞：松井洋平、作曲・編曲：AstroNoteS
3. VIVID イマジネーション
歌：望月杏奈（夏川椎菜）
作詞：真崎エリカ、作曲：桑原聖（Arte Refact）、編曲：酒井拓也（Arte Refact）
4. 空想文学少女
歌：七尾百合子（伊藤美来）
作詞：藤本記子、作曲・編曲：福富雅之
5. Believe my change!
歌：伊吹翼（Machico）
作詞：真崎エリカ、作曲：西添健・桑原聖（Arte Refact）、編曲：桑原聖・酒井拓也（Arte Refact）
6. 未来飛行
歌：春日未来（山崎はるか）
作詞：唐沢美帆、作曲・編曲：板垣祐介
7. Welcome!!
歌：乙女ストーム！
作詞：佐々木恵梨、作曲・編曲：BNSI（佐藤貴文）
ソロ担当：伊吹翼（LTSC01）、七尾百合子（LTSC02）

## 03
2014年9月24日発売。最上静香・北上麗花・北沢志保・野々原茜・箱崎星梨花の5人によるユニット「クレシェンドブルー」のアルバム。
収録曲
1. Shooting Stars
歌：クレシェンドブルー
作詞：真崎エリカ、作曲・編曲：矢鴇つかさ（Arte Refact）
ソロ担当：最上静香（LTSC01）、北沢志保（LTSC02）、野々原茜（LTSC03.Da）、北上麗花（LTSC06.An）、箱崎星梨花（LTSC11.An）
2. 夢色トレイン
歌：箱崎星梨花（麻倉もも）
作詞：rino、作曲：増谷賢、編曲：長田直之
3. サマ☆トリ ～Summer trip～
歌：北上麗花（平山笑美）
作詞：唐沢美帆、作曲：増谷賢、編曲：桑原聖、酒井拓也（Arte Refact）
4. プリティ～～～ッ→ニャンニャンッ！
歌：野々原茜（小笠原早紀）
作詞：松井洋平、作曲・編曲：高田暁
5. 絵本
歌：北沢志保（雨宮天）
作詞：坂井季乃、作曲・編曲：増谷賢
6. Catch my dream
歌：最上静香（田所あずさ）
作詞：Mine、作曲・編曲：中土智博
7. Welcome!!
歌：クレシェンドブルー
作詞：佐々木恵梨、作曲・編曲：BNSI（佐藤貴文）

## 04
2014年9月24日発売。如月千早・エミリー スチュアート・ジュリア・徳川まつり・豊川風花の5人によるユニット「エターナルハーモニー」のアルバム。
収録曲
1. Eternal Harmony
歌：エターナルハーモニー
作詞：Ayaka Miyane, TAKAROT、作曲：Mitsuyuki Miyake,K's,TAKAROT、編曲：K's,TAKAROT
ソロ担当：豊川風花（LTSC01）、ジュリア（LTSC02）、エミリー（LTSC04.Sun）、徳川まつり（LTSC06.Pr）
2. カーニヴァル・ジャパネスク
歌：徳川まつり（諏訪彩花）
作詞・作曲：松井洋平、編曲：AstroNoteS
3. プラリネ
歌：ジュリア（愛美）
作詞：きみコ、作曲：佐々木淳、編曲：nano.RIPE
4. bitter sweet
歌：豊川風花（末柄里恵）
作詞・作曲・編曲：KOH
5. 君だけの欠片
歌：エミリー スチュアート（郁原ゆう）
作詞・作曲：藤本記子、編曲：福富雅之
6. Just be myself!!
歌：如月千早（今井麻美）
作詞：藤本記子、作曲・編曲：山口朗彦
7. Welcome!!
歌：エターナルハーモニー
作詞：佐々木恵梨、作曲・編曲：BNSI（佐藤貴文）

## 05
2014年11月26日発売。天海春香・周防桃子・福田のり子・松田亜利沙・横山奈緒の5人によるユニット「リコッタ」のアルバム。
収録曲
1. HOME, SWEET FRIENDSHIP
歌：リコッタ
作詞：松井洋平、作曲・編曲：AstroNoteS
ソロ担当：横山奈緒（LTSC01）、天海春香（LTSC02）、松田亜利沙（LTSC03.Vo）、福田のり子（LTSC04.Sun）、周防桃子（LTC06.Fa）
  - 2015年から放送されたゲームCMに使用されている。

2. MY STYLE! OUR STYLE!!!!
歌：周防桃子（渡部恵子）
作詞・作曲：前山田健一、編曲：板垣祐介
3. Super Lover
歌：横山奈緒（渡部優衣）
作詞・作曲・編曲：サイトウヨシヒロ
4. 求ム VS マイ・フューチャー
歌：福田のり子（浜崎奈々）
作詞・作曲：藤本記子、編曲：福富雅之
5. Up!10sion♪Pleeeeeeeeease!
歌：松田亜利沙（村川梨衣）
作詞：松井洋平、作曲・編曲：AstroNoteS
  - 読みは「アップテンションプリーズ」。

6. キミがいて夢になる
歌：天海春香（中村繪里子）
作詞：こだまさおり、作曲・編曲：高田暁
7. Welcome!!
歌：リコッタ
作詞：佐々木恵梨　作曲・編曲：BNSI（佐藤貴文）
ソロ担当：横山奈緒（LTSC06.Pr）

## 06
2014年11月26日発売。田中琴葉・大神環・高坂海美・所恵美・宮尾美也の5人によるユニット「灼熱少女（バーニングガール）」のアルバム。
収録曲
1. ジレるハートに火をつけて
歌：灼熱少女
作詞：藤本記子、作曲・編曲：増田武史
ソロ担当：所恵美（LTSC01）、高坂海美（LTSC02）、大神環（LTSC03.Da）、田中琴葉（LTSC04.Star）、宮尾美也（LTSC11.An）
2. 恋愛ロードランナー
歌：高坂海美（上田麗奈）
作詞：唐沢美帆、作曲・編曲：石田秀登
3. BOUNCING♪ SMILE!
歌：大神環（稲川英里）
作詞：松井洋平、作曲・編曲：石田秀登
4. 初恋バタフライ
歌：宮尾美也（桐谷蝶々）
作詞：唐沢美帆、作曲：石井健太郎、編曲：石井健太郎・福富雅之
5. フローズン・ワード
歌：所恵美（藤井ゆきよ）
作詞：真崎エリカ、作曲：桑原聖（Arte Refact）、編曲：酒井拓也（Arte Refact）
6. ホントウノワタシ
歌：田中琴葉（種田梨沙）
作詞：藤本記子、作曲・編曲：野井洋児
7. Welcome!!
歌：灼熱少女
作詞：佐々木恵梨、作曲・編曲：BNSI（佐藤貴文）
ソロ担当：高坂海美（LTSC03.Da）

## 07
2015年1月28日発売。菊地真・萩原雪歩・舞浜歩・三浦あずさ・矢吹可奈の5人によるユニット「BIRTH」のアルバム。
収録曲
1. Birth of Color
歌：BIRTH
作詞：藤本記子、作曲・編曲：EFFY
ソロ担当：矢吹可奈（LTSC01）、菊地真（LTSC02）、舞浜歩（LTSC03.Da）、萩原雪歩（LTSC10）
2. WORLD WIDE DANCE!!!
歌：菊地真（平田宏美）
作詞：唐沢美帆、作曲・編曲：高田暁
3. ユニゾン☆ビート
歌：舞浜歩（戸田めぐみ）
作詞：唐沢美帆、作曲・編曲：高田暁
4. 月のほとりで
歌：三浦あずさ（たかはし智秋）
作詞：ChouCho、作曲・編曲：中土智博
5. Impervious Resolution
歌：萩原雪歩（浅倉杏美）
作詞：ZAQ、作曲・編曲：中土智博
6. おまじない
歌：矢吹可奈（木戸衣吹）
作詞：きみコ、作曲・編曲：中土智博
7. Welcome!!
歌：BIRTH
作詞：佐々木恵梨、作曲・編曲：BNSI（佐藤貴文）

## 08
2015年1月28日発売。馬場このみ・木下ひなた・佐竹美奈子・中谷育・双海真美の5人によるユニット「ミックスナッツ」のアルバム。
収録曲
1. ドリームトラベラー
歌：ミックスナッツ
作詞・作曲：藤本記子、編曲：福富雅之
ソロ担当：佐竹美奈子（LTSC01）、双海真美（LTSC02）、木下ひなた（LTSC03.Vo）、中谷育（LTSC06.Pr）、馬場このみ（LTSC12.An）
2. SUPER SIZE LOVE!!
歌：佐竹美奈子（大関英里）
作詞：松井洋平、作曲・編曲：酒井拓也（Arte Refact）
3. アニマル☆ステイション！
歌：中谷育（原嶋あかり）
作詞：松井洋平、作曲・編曲：AstroNoteS
4. りんごのマーチ
歌：木下ひなた（田村奈央）
作詞：坂井季乃、作曲・編曲：菊池達也
5. WOW! I NEED!! ～シンギングモンキー 歌唱拳～
歌：双海真美（下田麻美）
作詞：松井洋平、作曲・編曲：AstroNoteS
6. 水中キャンディ
歌：馬場このみ（高橋未奈美）
作詞・作曲・編曲：KOH
7. Welcome!!
歌：ミックスナッツ
作詞：佐々木恵梨、作曲・編曲：BNSI（佐藤貴文）

## 09
2015年3月25日発売。星井美希・高山紗代子・天空橋朋花・永吉昴・二階堂千鶴の5人によるユニット「ミルキーウェイ」のアルバム。
収録曲
1. 星屑のシンフォニア
歌：ミルキーウェイ
作詞：藤本記子、作曲・編曲：EFFY
ソロ担当：天空橋朋花（LTSC01）、高山紗代子（LTSC03.Vo）、二階堂千鶴（LTSC04.Moon）、永吉昴（LTC06.Fa）
2. FAKE SELF×TRUE SELF
歌：星井美希 (長谷川明子）
作詞：結城アイラ、作曲・編曲：山口朗彦
3. 恋の音色ライン
歌：二階堂千鶴（野村香菜子）
作詞・作曲・編曲：KOH
4. Day After “Yesterday”
歌：永吉昴（斉藤佑圭）
作詞：松井洋平、作曲・編曲：高田暁
5. 鳥籠スクリプチュア
歌：天空橋朋花（小岩井ことり）
作詞：真崎エリカ、作曲・編曲：酒井拓也（Arte Refact)）
6. vivid color
歌：高山紗代子（駒形友梨）
作詞・作曲・編曲：KOH
7. Welcome!!
歌：ミルキーウェイ
作詞：佐々木恵梨、作曲・編曲：BNSI（佐藤貴文）

## 10
2015年3月25日発売。篠宮可憐・四条貴音・島原エレナ・百瀬莉緒・ロコ（伴田路子）の5人によるユニット「ARRIVE」のアルバム。
収録曲
1. STANDING ALIVE
歌：ARRIVE
作詞：松井洋平、作曲・編曲：中土智博
ソロ担当：篠宮可憐（LTSC01）、四条貴音（LTSC02）、百瀬莉緒（LTSC03.Da）、ロコ（LTSC04.Sun）、島原エレナ（LTSC09.An）
2. ファンタジスタ・カーニバル
歌：島原エレナ（角元明日香）
作詞：真崎エリカ、作曲：桑原聖（Arte Refact）、編曲：酒井拓也（Arte Refact）
3. WHY?
歌：百瀬莉緒（山口立花子）
作詞：春和文、作曲・編曲：中土智博
4. STEREOPHONIC ISOTONIC
歌：ロコ（中村温姫）
作詞：松井洋平、作曲・編曲：AstroNoteS
  - 前奏と後奏部分にロコのLTPでの持ち歌となる「IMPRESSION→LOCOMOTION!」が引用されている。

5. addicted
歌：四条貴音（原由実）
作詞・作曲・編曲：KOH
6. 夕風のメロディー
歌：篠宮可憐（近藤唯）
作詞：藤本記子、作曲・編曲：野井洋児
7. Welcome!!
歌：ARRIVE
作詞：佐々木恵梨、作曲・編曲：BNSI（佐藤貴文）

## 発売記念イベント
CDシリーズ『LIVE THE@TER HARMONY』の発売を記念してシークレットイベントが行われた。CD内に封入されている応募券で応募する事で参加できた。各2回ずつ開催された。
|       | 開催日         | 出演者                                                           | 出典  |
| ----- | -------------- | ---------------------------------------------------------------- | ----- |
| 01&02 | 2014年8月24日  | 山崎はるか、Machico、阿部里果、伊藤美来、夏川椎菜                | [ 1 ] |
| 03&04 | 2014年10月13日 | 麻倉もも、雨宮天、平山笑美、郁原ゆう、末柄里恵、諏訪彩花         | [ 2 ] |
| 05&06 | 2014年12月13日 | 村川梨衣、渡部恵子、渡部優衣、上田麗奈、桐谷蝶々、藤井ゆきよ     | [ 3 ] |
| 07&08 | 2015年3月8日   | 木戸衣吹、戸田めぐみ、下田麻美、高橋未奈美、田村奈央、原嶋あかり | [ 4 ] |
| 09&10 | 2015年5月2日   | 小岩井ことり、斉藤佑圭、野村香菜子、近藤唯、中村温姫、山口立花子 | [ 5 ] |